# Dymiąca Woda

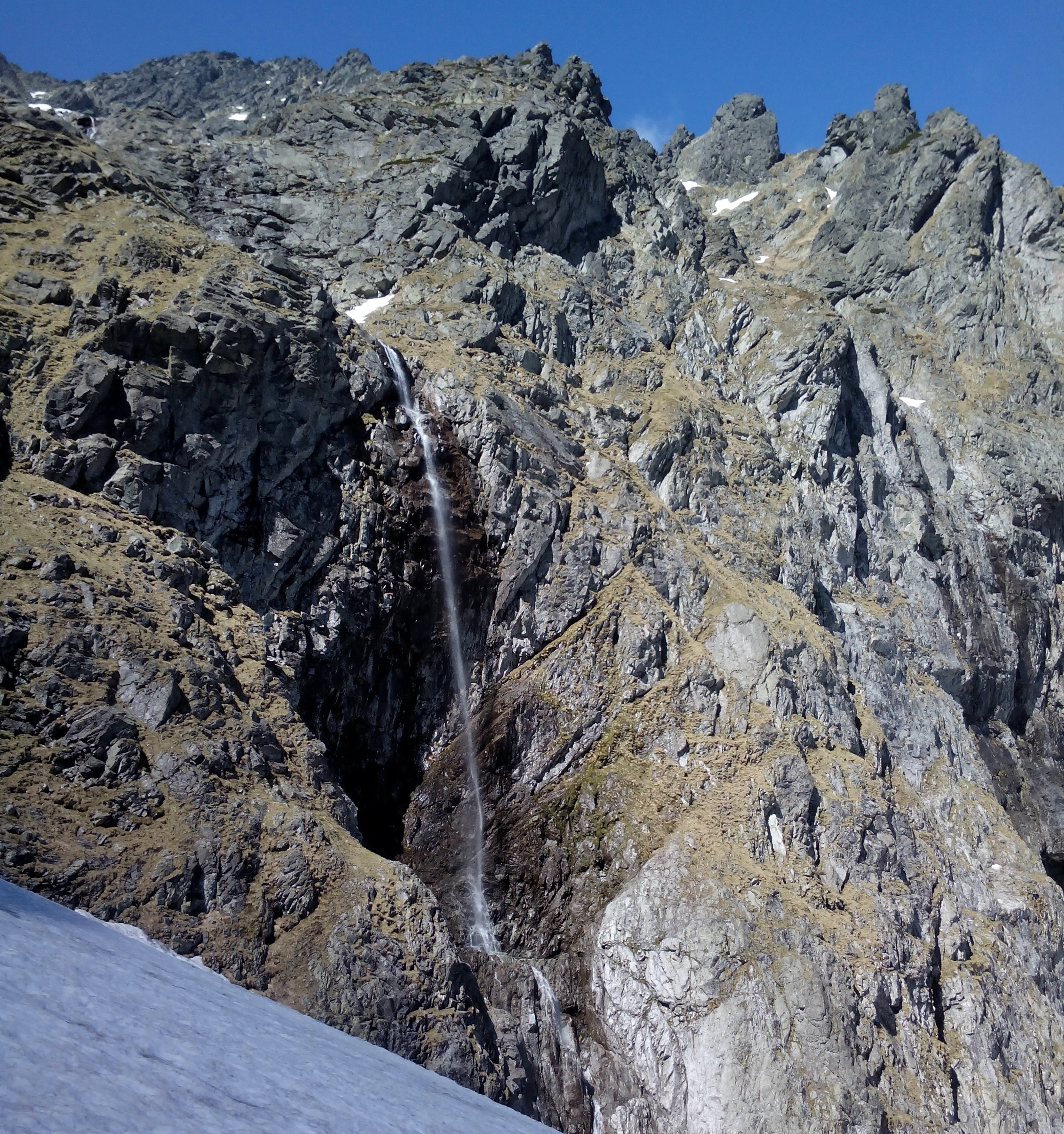

Dymiąca Woda – wodospad na progu, jakim Wyżni Czarnostawiański Kocioł obrywa się do Czarnego Stawu pod Rysami w Tatrach Polskich. Struga spadającej wody jest wysoka i wąska. Nazwa wodospadu pochodzi od tego, że czasami wiatr rozdmuchuje ją, i wówczas wygląda, jak gdyby wodospad dymił. Prądy powietrza podnoszą rozpyloną wodę do góry, wbrew grawitacji. Zimą z progu spadają groźne lawiny. Dymiąca Woda jest najwyższym wodospadem w Polsce mierzącym około 80–100 m wysokości.
Woda z wodospadu wąskim strumykiem spływa w kierunku północnym, do Morskiego Oka, wsiąkając w Zadni Piarg.